# 切爾沃內 (科羅斯堅區)
51°13′5″N 28°57′57″E / 51.21806°N 28.96583°E
切爾沃內（烏克蘭語：Червоне）是烏克蘭的城鎮，位於該國北部日托米爾州，由科羅斯堅區負責管轄，面積0.23平方公里，海拔高度147米，2001年人口29，人口密度每平方公里124.46人。